# Gaius Ostorius Tranquillianus
Gaius Ostorius Tranquillianus war ein im 2. Jahrhundert n. Chr. lebender Angehöriger des römischen Ritterstandes (eques).
Tranquillianus stammte aus Rom. Durch Militärdiplome ist belegt, dass er im Jahr 153 n. Chr. Kommandeur der Ala I Augusta Gallorum war, die zu diesem Zeitpunkt in der Provinz Mauretania Tingitana stationiert war. Die Leitung der Ala war wahrscheinlich sein drittes militärisches Kommando (militia tertia).